# Liparis catharus
Liparis catharus és una espècie de peix pertanyent a la família dels lipàrids.

## Hàbitat
És un peix marí, demersal i de clima temperat que viu fins als 137 m de fondària.

## Distribució geogràfica
Es troba al Pacífic nord-oriental: Alaska.

## Observacions
És inofensiu per als humans.